# Pchjŏnggang
Okres Pchjŏnggang (korejsky 평강군) je okres v provincii Kangwonu v Severní Koreji.  K roku 1990 v něm žilo zhruba sto tisíc obyvatel.

## Poloha
Okres Pchjŏnggang sousedí na jihozápadě s okresem Čchŏrwŏnem, na západě s okresem Ičchŏnem, na severozápadě s okresem Pchangjo, na severu s okresem Sepcho, na východě s okresem Kimhwa. Na jihu hraničí přes korejské demilitarizované pásmo s Jižní Koreou.

## Doprava
V okrese je koncová stanice železniční tratě Kowŏn – Pchjŏnggang vedoucí od severu z Kowŏnu. Historicky železnice pokračovala dále na jih na území Jižní Korey, ale toto spojení je od Korejské války v padesátých letech dvacátého století přerušeno.

## Hospodářství
V okrese jsou dobré podmínky pro zemědělství a rozvinuto je zejména pěstování rýže. Kromě je zde zastoupen těžební průmyslu; je zde těženo zlato, wolfram, nefelín, zirkon a alunit.